# Чихрадзе, Пикрия
Пикрия Чихрадзе (груз. ფიქრია ჩიხრაძე; род. 27 апреля 1966) — грузинский политик. Она была одним из лидеров оппозиционной партии «Новые правые», а затем партии «Лело для Грузии», которая объединилась с «Новыми правыми» в 2019 году. Чихрадзе была членом Парламента Грузии с 1995 по 2008 год и политическим советником президента Грузии с 2015 по 2018 год.

## Ранняя биография и карьера
Пикрия Чихрадзе родилась в 1966 году в городе Они (Грузинская ССР). Она окончила Тбилисский государственный университет (ТГУ) по специальности филолог в 1989 году и Тбилисскую духовную академию по специальности христианская антропология в 1993 году. В конце 1980-х годов Чихрадзе была одним из лидеров студенческого движения за независимость Грузии и участвовала в организации молодёжной группы бдительности, в задачи которой входила защита находящихся под угрозой исчезновения памятников грузинской материальной культуры. С 1990 по 1996 год она преподавала в одной из школ Тбилиси и работала в лаборатории по изучению христианской культуры в ТГУ. В период политической нестабильности в постсоветской Грузии, с 1994 по 1995 год, Чихрадзе также занималась редактированием одной из первых независимых грузинских ежедневных газет «Иверия-Экспресс».

## Член парламента
В 1995 году Пикрия Чихрадзе была избрана в Парламент Грузии от Союза граждан Грузии, который возглавлял Эдуард Шеварднадзе. Очень быстро обнаружились её разногласия с Шеварднадзе и председателем Парламента Зурабом Жванией по ряду важных вопросов, включая ситуацию вокруг частного телеканала «Рустави 2». В новый Парламент 1999—2004 годов она вошла в качестве члена «Новых правых», новой прозападной и либерально-консервативной партии, и в итоге стала председателем её парламентской фракции. «Новые правые» находились в парламентской оппозиции Михаилу Саакашвили и его правительству, которые пришли к власти в ноябре 2003 года в результате Революции роз. Одновременно с работой в Парламенте Грузии Чихрадзе занимала место в Парламентской ассамблее Совета Европы в составе фракции Европейской народной партии с 1999 по 2008 год.

## Последующая карьера
В 2008 году Пикрия Чихрадзе вновь получила место в Парламенте Грузии, но отказалась занять его из-за предполагаемой фальсификации результатов голосования правительством Саакашвили. В январе 2013 года она стала председателем партии «Новые правые», но подала в отставку с этого поста, чтобы принять предложение президента Грузии Георгия Маргвелашвили стать советником и политическим секретарём в его офисе. После того как срок полномочий Маргвелашвили истёк в 2018 году, и различные оппозиционные группы сплотились против правящей партии «Грузинская мечта», требуя проведения избирательной реформы. Чихрадзе вновь оказалась в оппозиции, вместе с «Новыми правыми» присоединившись к новому политическому союзу «Лело для Грузии», возглавляемому предпринимателем Мамукой Хазарадзе, в декабре 2019 года.